# Sabine Skvara
Sabine Skvara (* 15. April 1966) ist eine ehemalige österreichische Hochspringerin.
1982 siegte sie bei der Gymnasiade. 
1981 und 1985 wurde sie österreichische Meisterin im Freien, 1982, 1984 sowie 1985 in der Halle. Bei den Leichtathletik-Halleneuropameisterschaften 1985 wurde sie Siebte.

## Persönliche Bestleistungen
- Hochsprung: 1,86 m, 3. August 1985, Innsbruck
  - Halle: 1,87 m, 17. Februar 1985, Wien